# Jüdischer Friedhof am Grindel

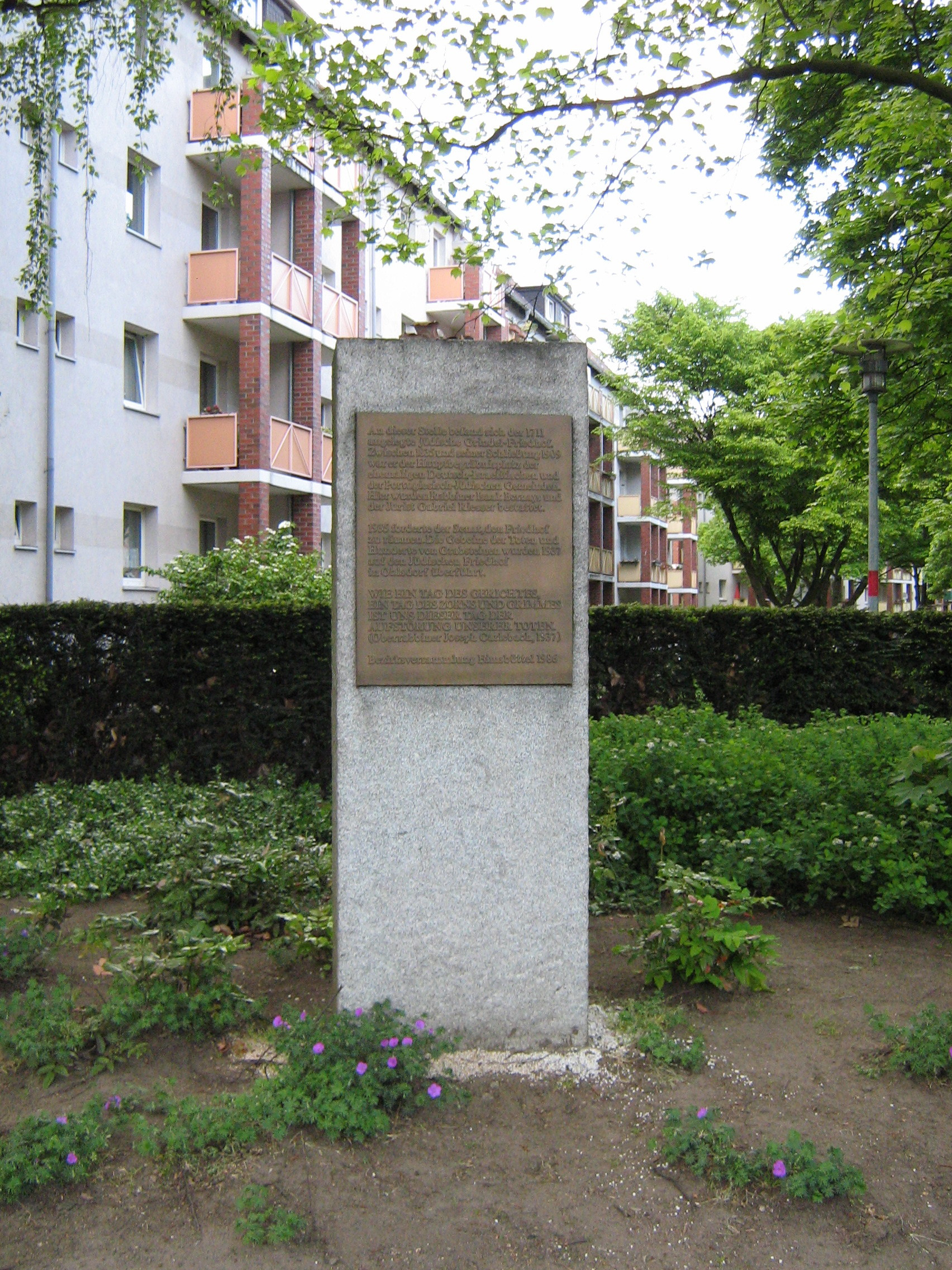
Gedenkstein für den ehemaligen jüdischen Friedhof am Grindel

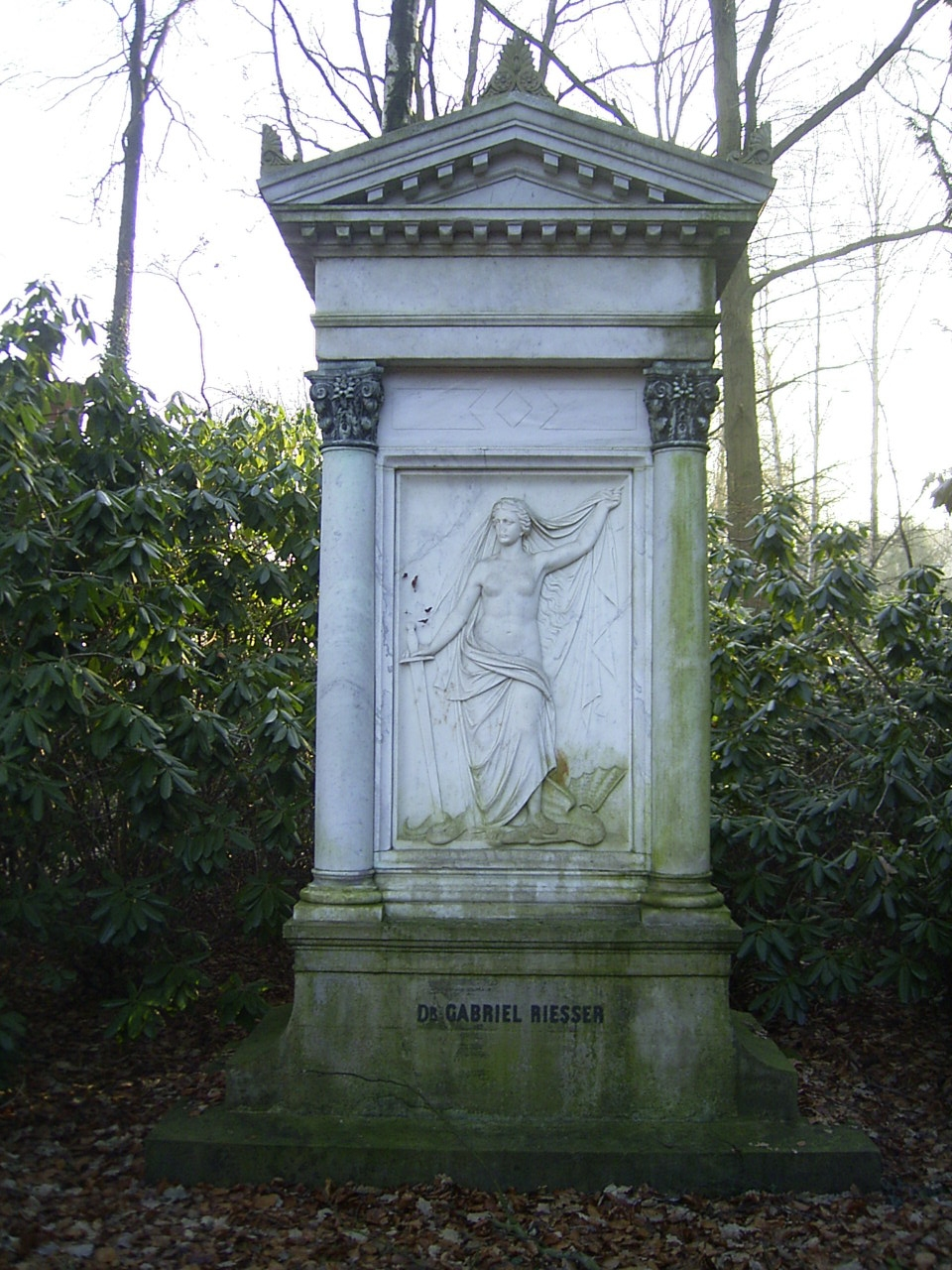
Grabmal von Gabriel Riesser, heute auf dem jüdischen Friedhof in Ohlsdorf

Der Grindelfriedhof oder auch Jüdischer Friedhof am Grindel  ist ein ehemaliger Begräbnisplatz im namensgebenden Quartier Grindel des Hamburger Stadtteils Rotherbaum, Bezirk Eimsbüttel. Der Friedhof wurde während des Nationalsozialismus zerstört und unmittelbar danach überbaut.

## Beschreibung
Der Friedhof befand sich im Grindelviertel, an der Ecke der Straßen An der Verbindungsbahn/Rentzelstraße. Ursprünglich standen auf dem Friedhof zwei Gebäude, eines für die Verwaltung und den Inspektor und eines für die Totenwaschung. Zu den dort Beigesetzten gehörten der Rabbiner der Hamburger Gemeinde Isaak Bernays, der Vorkämpfer für die Emanzipation Gabriel Riesser und die Mutter des Schriftstellers Heinrich Heine, Betty Heine.

## Geschichte
Als 1712 wegen des Großen Nordischen Krieges die Begräbnisplätze in Altona für die Hamburger nicht zugänglich waren, wurde der Friedhof vor den Toren der Stadt angelegt, lange bevor das Grindelviertel das Zentrum jüdischen Lebens wurde. Danach wurde er zunächst nur noch als Friedhof für Arme und Dienstboten benutzt. Erst ab 1835 wurde er Hauptfriedhof der Hochdeutschen Israelitischen Gemeinde und der Portugiesischen Gemeinde in Hamburg. 1909 fand die letzte Bestattung statt, da der Friedhof voll belegt war. Danach bestatteten beide Gemeinden ihre Toten auf dem jüdischen Friedhof in Ohlsdorf. 1929 mussten wegen einer Verbreiterung der Straße An der Verbindungsbahn die Gräber auf einem sieben Meter breiten Streifen abgesenkt und die Friedhofsmauer verlegt werden. Anfang der dreißiger Jahre war der Friedhof Ziel antisemitischer Verwüstung. 1937 wurde der Friedhof auf staatlichen Druck aufgehoben. Die Gebeine der Bestatteten wurde entgegen jüdischem Brauch exhumiert und auf den Friedhof in Ohlsdorf umgebettet. Auch 450 Grabsteine von ursprünglich 8000 wurden dorthin versetzt. Nach der Räumung wurde das Areal mit Mehrfamilienhäusern überbaut. Seit 1986 erinnert eine bronzene Schrifttafel auf einer Steinstele an den zerstörten Friedhof.